# Международен филмов фестивал „Любовта е лудост“
„Любовта е лудост“ е международен филмов фестивал, който се провежда ежегодно в края на август във Варна.
През 1993 г. Фестивалният и конгресен център във Варна организира кинофестивала „Любовта е лудост” за първи път през 1993 г. Негови създатели са бившият директор на ФКЦ Илия Раев и кинокритикът проф. Александър Грозев. На фестивала се представят нови игрални филми – най-често от Европа и САЩ.
„Любовта е лудост“ е български късометражен игрален филм от 1917 година. Сценарист, режисьор и изпълнител на главната роля е Васил Гендов. Филмът излиза на екран в кино Одеон през септември 1917 г.

## Награди
Най-престижната награда на кинофестивала е Златна Афродита за най-добър филм, която се определя от 5-членно международно жури.
- Голямата награда "Златна Афродита"
- Специална награда на журито
- Награда за най-добър актьор
- Награда за най-добра актриса
- Други награди - за най-добър режисьор, най-добър сценарий, награда на Община Варна
- Награда на младежкото жури